# Lee Jae-sung (futbolista nacido en 1992)
Lee Jae-sung (en coreano: 이재성; Ulsan, 10 de agosto de 1992) es un futbolista surcoreano que juega como mediocampista en el 1. FSV Maguncia 05 de la Bundesliga.

## Selección nacional
Es internacional absoluto con la selección de fútbol de Corea del Sur.

### Participaciones en Copas del Mundo
| Mundial                        | Sede  | Resultado        | Partidos | Goles |
| ------------------------------ | ----- | ---------------- | -------- | ----- |
| Copa Mundial de Fútbol de 2018 | Rusia | Primera fase     | 3        | 0     |
| Copa Mundial de Fútbol de 2022 | Catar | Octavos de final | 3        | 0     |

### Participaciones en Copas Asiáticas
| Campeonato                                 | Sede  | Resultado        | Partidos | Goles |
| ------------------------------------------ | ----- | ---------------- | -------- | ----- |
| Campeonato de Fútbol del Este de Asia 2015 | China | Campeón          | 3        | 0     |
| Campeonato de Fútbol del Este de Asia 2017 | Japón | Campeón          | 3        | 1     |
| Copa Asiática 2019                         | EAU   | Cuartos de final | 1        | 0     |
| Copa Asiática 2023                         | Catar | Semifinales      | 6        | 0     |

## Clubes
| Club                      | País          | Año       |
| ------------------------- | ------------- | --------- |
| Jeonbuk Hyundai Motors FC | Corea del Sur | 2014-2018 |
| Holstein Kiel             | Alemania      | 2018-2021 |
| 1. FSV Maguncia 05        | Alemania      | 2021-     |

## Palmarés

### Títulos internacionales
| Título                                | Selección     | Sede  | Año  |
| ------------------------------------- | ------------- | ----- | ---- |
| Campeonato de Fútbol del Este de Asia | Corea del Sur | China | 2015 |
| Campeonato de Fútbol del Este de Asia | Corea del Sur | Japón | 2017 |